# Asedio de Ruby Ridge
El Asedio a Ruby Ridge fue un sitio de once días en 1992 en el condado de Boundary, Idaho, cerca de Naples. Comenzó el 21 de agosto, cuando los agentes del Servicio de Alguaciles de los Estados Unidos (Marshalls o USMS, por sus siglas en inglés) iniciaron acciones para detener y arrestar a Randy Weaver bajo una orden de detención después de que no compareciase por cargos de armas de fuego. Weaver dijo que no se rendiría, y los miembros de su familia inmediata y el amigo de la familia Kevin Harris también se resistieron. El equipo de rescate de rehenes del FBI (FBI HRT) se involucró a medida que se desarrollaba el asedio.
Durante el reconocimiento de la propiedad Weaver por parte de los Marshalls, seis agentes se encontraron con Harris y Sammy Weaver, el hijo de Randy de catorce años, en un bosque cerca de la cabaña familiar. Se produjo un tiroteo. El agente William Francis Deagan, Sammy Weaver y el perro de los Weaver, Striker, murieron como resultado. En el mismo asedio, la esposa de Weaver, Vicki, fue asesinada por el fuego de un francotirador del FBI. Todas las bajas ocurrieron en los primeros dos días de la operación. El asedio y el enfrentamiento fueron finalmente resueltos por negociadores civiles. Harris se rindió y fue arrestado el 30 de agosto, y Weaver y sus tres hijas se rindieron al día siguiente.
El comportamiento de los agentes federales durante el asedio fue objeto de polémica. Al final del juicio de Weaver, la Oficina de Responsabilidad Profesional del Departamento de Justicia formó un grupo de trabajo en un intento de investigar los hechos, al igual que el Subcomité Senatorial sobre Terrorismo, Tecnología e Información Gubernamental, que celebró audiencias entre el 6 de septiembre y el 19 de octubre de 1995. Timothy McVeigh citaría tanto la intervención policial de Ruby Ridge como la del asedio de Waco como su motivación para llevar a cabo el atentado de Oklahoma City junto a Terry Nichols.

## Antecedentes
Los Weaver estaban convencidos de que el Fin de los Tiempos se avecinaba, inspirados por el libro The Late Great Planet Earth, del evangelista Hal Lindsey, quien utilizaba el Antiguo Testamento para analizar sucesos del presente y predecir el futuro. Tras vender todas sus posesiones y pasar una temporada con los Amish para aprender a vivir sin electricidad, compraron un terreno de ocho hectáreas en las montañas Selkirk, en el norte de Idaho, zona frecuentada por 
survivalistas, separatistas blancos, libertarios y otros grupos del Movimiento Patriota. 
En 1984, tras ganar una disputa judicial por unas tierras con un vecino, Terry Kinnison, este lo acusó de haber amenazado con asesinar al presidente, al Papa de Roma y al gobernador de Idaho, lo que llevó al Servicio Secreto de los Estados Unidos a investigarlo. A pesar de que los cargos fueron desestimados al no encontrarse pruebas, varios testigos informaron a las autoridades federales de que los Weaver almacenaban un arsenal de armas en su cabaña y de que eran miembros del grupo supremacista blanco Aryan Nations, fundado en la década de 1970 por Richard Grint Butler, mezclando ideas del nazismo y el grupo protestante y racista Identidad Cristiana. Butler había construido un complejo cerca de la de Hayden Lake, Idaho, unas sesenta millas al sur de Ruby Ridge, que serviría de base para Aryan Nations. La familia Weaver acudía frecuentemente al complejo de Aryan Nations, aunque como posteriormente afirmaron, lo hacían más como actividad social que por compartir su visión política. Sin embargo, la investigación muestra que Randy Weaver conoce bien a uno de los miembros de Aryan Nations, Frank Kumnick, pero que lo considera solo como un miembro de la asociación cristiana de supervivencia The Covenant, the Sword, and the Arm of the Lord, vinculados al nacionalismo blanco.

### La investigación de la ATF
En julio de 1986, un informante de la Agencia de Alcohol, Tabaco, Armas de Fuego y Explosivos (ATF) se reunió con Randy Weaver, invitado por Kumnick, en el Congreso Mundial de Arias. Simpatizando con Weaver, este informante vio a Weaver regularmente, hasta que fue invitado a su casa en 1989 a una reunión que planeaba la formación de un grupo para luchar contra el Gobierno Organizado Sionista. La ATF señala que Weaver les vende armas con un alcance que excede el límite legal; sin embargo, un informante del FBI, también infiltrado en este entorno, advirtió a la seguridad de Weaver y las Naciones Arias: el informante de la ATF fue retirado del campo.
Sin embargo, la ATF trató de usar la evidencia que tenían contra Weaver para convertirlo en su informante, lo que este rechazó en junio de 1990. Por lo tanto, la ATF armó un archivo que incluía la venta de armas realizadas, así como acusaciones del atraco a un banco, alegando que Weaver ya tenía antecedentes penales. Estos dos últimos puntos eran falsos, pero un gran jurado acusó a Weaver con la fabricación y posesión de armas ilegales (pero no con la venta en sí) en diciembre de 1990.
Los agentes de la ATF, que no querían detener a Weaver en su propiedad, se hicieron pasar por ciclistas averiados, y detuvieron a Weaver y a su esposa cuando se detuvieron para ayudarlos. Randy Weaver, después de ser informado de los cargos en su contra, fue puesto en libertad bajo fianza. Con el juicio programado para comenzar el 19 de febrero de 1991, el juez de caso Harold Ryan nombró al abogado de Everett Hofmeister Weaver el 22 de enero; Weaver contactó con su oficial de libertad condicional el mismo día, pero aún no tiene el archivo de cargos. Weaver no le dio un número para comunicarse con él, lo que dejó al oficial sin forma de contactarlo una vez que se ha obtenido el archivo. El abogado Hofmeister, por su parte, envió varias cartas a la familia Weaver pidiéndoles que lo contactaran para prepararse para el juicio.
El 5 de febrero, el juicio se pospuso por un día, debido a la proximidad del feriado del Día de los Presidentes. El día 7, el oficial de libertad condicional de Weaver le informó de que había recibido la hoja de cargos y que debía discutirla con él; él le informó falsamente que el juicio se pospuso hasta el 20 de marzo. El día 8, fue el abogado de Weaver quien le informó por correo la fecha correcta del juicio y la urgencia de contactarlo. Hofmeister también intentó llamar a las personas que conocían a Weaver, para que pasa la solicitud de contacto, pero Weaver no vuelve a él hasta el día del juicio.
El 20 de febrero, Weaver no compareció ante el tribunal, que luego emitió una orden de arresto contra él. Aunque el jefe de libertad condicional poco después informó al juez del error de su departamento con respecto a la fecha del juicio, Ryan no canceló la orden, creyendo que Hofmeister pudo comunicar la fecha correcta a su cliente. Sin embargo, el abogado de Weaver y el Servicio de Alguaciles de los Estados Unidos, que se encargaron de la ejecución de la orden judicial, eran conscientes del error cometido. Primero, la ejecución de la orden se pospuso a una fecha posterior al 20 de marzo, y el Departamento de Justicia decidió que el cargo de no presentación se retiraría si Weaver aparecía en el juicio en esa fecha. Sin embargo, el fiscal de los Estados Unidos tomó una decisión contradictoria, convocando a un gran jurado para el 14 de marzo. Como el fiscal no proporcionó al jurado la carta del oficial de libertad condicional mencionando la fecha incorrecta, este último encontró un cargo por no comparecer. A Weaver, por lo tanto, se le consideró un fugitivo. Randy llegó a la conclusión de que todo era una trampa del gobierno y decidió atrincherarse en su propiedad.

## Reconocimiento
Al convertirse en un fugitivo federal, el caso pasó al Servicio de Alguaciles de los Estados Unidos, que no se atrevieron a entrar en la cabaña de Ruby Ridge  a detenerlo debido a las informaciones falsas que habían recibido según las cuales la propiedad estaba llena de bombas trampa. En su lugar decidieron monitorizar sus actividades desde una distancia prudencial. Empezaban así dieciocho meses de vigilancia a la familia por parte de agentes federales camuflados, llegado a instalar cámaras de vídeo y a usar helicópteros para reconocimiento aéreo. 
La madrugada del 21 de agosto, un equipo de seis alguaciles equipados con camuflaje militar, gafas de visión nocturna y fusiles M16 se adentró en la propiedad de los Weaver buscando posiciones desde las que poder tender una emboscada a Randy. Fueron detectados por los perros de la familia, que se pusieron a ladrar alertando a los habitantes de la cabaña. Uno de los perros, un labrador llamado Stryker, fue abatido por uno de los alguaciles, mientras Kevin Harris y Sammy Weaver, de 14 años, corrían a ver lo que sucedía. Se inició entonces un tiroteo que se saldó con la muerte de Sammy Weaver y del alguacil William F. Degan. Tras la muerte del agente, los alguaciles pidieron ayuda inmediatamente al FBI, que mandó a la zona a su Equipo de Rescate de Rehenes (HRT, por sus siglas en inglés). También se solicitó ayuda al sheriff del condado de Boundary y al gobernador de Idaho, que declaró el Estado de emergencia. En total se movilizaron doscientos agentes, entre locales, estatales y federales, equipados con material militar.

## El asedio
Habiendo muerto un agente federal, el FBI consideró justificado disparar a matar contra cualquier adulto armado que se viera en la zona. Además, la vigilancia de los alguaciles había demostrado que todos los miembros de la familia solían ir siempre armados. El segundo día del asedio, el francotirador del HRT Lon Horiuchi disparó a Randy Weaver en el hombro cuando salió a recuperar el cadáver de su hijo Sammy, hiriéndolo pero sin llegar a matarlo. Horiuchi igualmente disparó contra Vicki Weaver mientras esta sostenía en brazos a su hija de diez meses, matándola en el acto.
El asedio no se solucionó hasta que el 31 de octubre el ex boina Verde e ídolo de la derecha Bo Gritz se presentó ante la cabaña de Weaver y logró convencerlo de que saliera pacíficamente. Gracias a su mediación, los agentes federales pudieron entrar en la cabaña, arrestando a Randy y Kevin Harris e incautándoles diversas armas de fuego, todas legales.

## Juicio y consecuencias
Randy Weaver fue llevado a juicio y absuelto de 6 de los 8 cargos de los que fue acusado, incluyendo el asesinato del alguacil William Degan. Sólo fue declarado culpable del cargo por las escopetas recortadas que dio origen a todo y por haberse saltado la condicional. Weaver llevó a juicio a los agentes federales responsables del asedio, llegando el caso incluso a ser investigado por un subcomité del senado. El subcomité del Senado decretó que el segundo disparo de Horiuchi, el que mató a Vicki Weaver, no entraba dentro de las normas del FBI ni de la Constitución. No obstante, los cargos contra él por asesinato no prosperaron. Nueve meses después de los hechos de Ruby Ridge, Horiuchi participó en otro acontecimiento todavía más grave que también implicó a la ATF: el asedio al rancho de la secta de los Davidianos en Waco, Texas, que se saldó con ochenta víctimas mortales.
Tanto los acontecimientos de Ruby Ridge como los de Waco tuvieron gran impacto nacional, y fueron utilizados por grupos extremistas antigubernamentales como prueba de que el gobierno federal se estaba volviendo tiránico y era una amenaza. Timothy McVeigh, autor del Atentado de Oklahoma City del 19 de abril de 1995, declaró que había sido una venganza contra el gobierno por los hechos de Ruby Ridge y Waco.